# Chiang Dao (huyện)
Chiang Dao (tiếng Thái: เชียงดาว) là một huyện (‘‘amphoe’’) của tỉnh Chiang Mai  phía bắc Thái Lan.

## Địa lý
Các huyện giáp ranh (từ đông bắc theo chiều kim đồng hồ) là Fang, Chai Prakan, Phrao, Mae Taeng of Chiang Mai Province, Pai của tỉnh Mae Hong Son, và Wiang Haeng của Chiang Mai. Phía bắc là bang Shan của Myanma. Vườn quốc gia Pha Daeng nằm ở huyện này.

## Hành chính
Huyện này được chia thành 7 phó huyện (tambon), các đơn vị này lại được chia thành 91 làng (muban).  Chiang Dao và Mueang Ngai là thị trấn (thesaban tambon) nằm trên tambon cùng tên. Ngoài ra có 7 tổ chức hành chính tambon (TAO).
| Số TT | Tên               | Tên tiếng Thái | Số làng | Dân số |
| ----- | ----------------- | -------------- | ------- | ------ |
| 1.    | Chiang Dao        | เชียงดาว        | 16      | 15.188 |
| 2.    | Mueang Na         | เมืองนะ         | 24      | 30.398 |
| 3.    | Mueang Ngai       | เมืองงาย        | 11      | 6.632  |
| 4.    | Mae Na            | แม่นะ           | 13      | 9.865  |
| 5.    | Mueang Khong      | เมืองคอง        | 6       | 4.285  |
| 6.    | Ping Khong        | ปิงโค้ง          | 14      | 11.335 |
| 7.    | Thung Khao Phuang | ทุ่งข้าวพวง       | 7       | 8.980  |